# Materialismo lacaniano
Materialismo Lacaniano é uma corrente filosófica inicialmente atrelada ao campo da filosofia política por pensadores como Slavoj Žižek e Alain Badiou, mas que se expandiu para os Estudos Culturais, sendo aplicado às mais diversas áreas do conhecimento, como cinema, questões contemporâneas, ideologia e literaturaSeu principal foco é uma critica às limitações do marxismo tradicional, mostrando a importância da leitura a partir do Inconsciente, compreendido, nessa corrente, a partir da perspectiva de Jacques Lacan.
Jacques Lacan, como grande pensador, influenciou e influencia pensadores nas áreas da filosofia, psicanálise e até mesmo da análise artística. O filósofo esloveno Slavoj Žižek, ao reler a obra de Lacan, transformou-a em instrumento poderoso para descrever relações políticas, culturais e para repensar o entendimento “consagrado” de obras de arte e de produtos da cultura de massa.